# Centrale solaire photovoltaïque de Finsterwalde
La centrale solaire photovoltaïque de Finsterwalde, ou parc solaire de Finsterwalde (Solarpark Finsterwalde en allemand), est une centrale solaire photovoltaïque située dans la ville allemande de Finsterwalde, dans le land de Brandebourg.

## Présentation
La centrale affiche une puissance-crête de 80,7 MWc, ce qui en faisait en 2010 l'une des centrales solaires photovoltaïques les plus puissantes du monde.
Elle a été construite par la société chinoise LDK Solar et la société allemande Q-Cells.